# Nils Lewan
Nils Oskar Enok Lewan, född den 18 mars 1929, är docent i kulturgeografi och landskapshistoriker vid Lunds universitet. Lewan disputerade vid Lunds universitet år 1967 med avhandlingen Landsbebyggelse i förvandling. En studie av utvecklingen i Skåne sedan 1910 med särskild hänsyn till arbetstillfällenas omfördelning.